# ۱۲۹۵ (خورشیدی)
۱۲۹۵ هزار و دویست و نود و پنجمین سال هجری خورشیدی سالی عادی است.

## رویدادها
- ۲۶ اردیبهشت- امضای قرارداد سری سایکس-پیکو میان انگلستان و فرانسه در مورد تقسیم بخش‌هایی از سرزمین‌های حکومت عثمانی میان این دو کشور
- ۱۴ تیر - دستور آمریکا بر مسدود کردن دارایی‌های ایران
- زمستان- ازدواج رضاشاه و ملکه تاج‌الملوک آیرملو

## زادروزها
- ۲۱ اردیبهشت - فرنگیس یگانگی، بنیان‌گذار سازمان صنایع دستی ایران و دبیر شورای عالی زنان ایران
- ۳ خرداد - جهانگیر فروهر، بازیگر (درگذشته۱۳۷۶)
- ۳ تیر - صدیقه سامی‌نژاد معروف به روح‌انگیز نخستین هنرپیشه زن اولین فیلم ناطق ایرانی به نام دختر لر. (درگذشته۱۳۷۶)
- ۱۴ تیر - صادق چوبک نویسنده
- ۱۶ آبان - سید عباس ابوترابی فرد، نماینده دوره اول مجلس شورای اسلامی حوزه انتخابیه زنجان (قزوین)
- ۱۸ دی - احمد گلچین معانی - شاعر، نویسنده و پژوهشگر (درگذشته۱۳۷۹)
- ۱۹ بهمن - احسان طبری از اعضای حزب توده (درگذشه ۱۳۶۸)
- ۲۵ اسفند - مهرداد پهلبد، وزیر فرهنگ و هنر در دوره پهلوی، شوهرخواهر محمدرضاشاه پهلوی
- ایران تیمورتاش، دختر عبدالحسین تیمورتاش
- علی‌اکبر صنعتی، نقاش، مجسمه‌ساز (درگذشته۱۳۸۵)

## مرگ‌ها
- ۱ آذر - جک لندن، نویسنده مشهور آمریکایی.